# کلاس ۸۳
کلاس ۸۳ (به انگلیسی: Class of '83) فیلمی است محصول سال ۲۰۲۰ و به کارگردانی آتول سابروال است. در این فیلم بازیگرانی همچون بابی دئول، آنوپ سونی، جوی سنگوپتا و ویشال پرادهان ایفای نقش کرده‌اند.